# Máximo Sant
Máximo Sant Ramo (Madrid, 1960) es un expiloto aficionado y periodista de motor español. Es conocido por haber trabajado en diversas revistas de motor y por ser el director y presentador del canal de YouTube Garaje Hermético.

## Carrera profesional
Desde enero de 1982, y durante varios años, fue redactor, y probador, de varias revistas del grupo Luike Motorpress. Hasta marzo de 2009 fue Director General Editorial de Motorpress Ibérica. Es socio fundador de Motorlife Comunicación y Uno más Uno Comunicación y Gestión, además de publicar activamente hasta julio de 2017. Ha escrito desde noviembre de 2012 hasta julio de 2017 en la revista Auto10. Estuvo al frente de un canal de televisión dedicado al mundo del motor, Garage TV. En febrero de 2013 se sumó al proyecto 1más1 Comunicación y Gestión S.L. como socio mayoritario y director general. En noviembre de 2019 abrió su canal de Youtube Garaje Hermético, donde publica vídeos del mundo del motor.
Además, ha participado en diversas campañas para la prevención de accidentes y la promoción de la seguridad vial, tales como Sí a la Moto o Fundación Convive.